# András Adorján (schackspelare)
András Adorján, född András Jocha den 31 mars 1950 i Budapest, död 11 maj 2023, var en ungersk författare, schackspelare och stormästare i schack.

## Schackkarriär
András Adorján blev europamästare för juniorer 1969–1970. Året efter, 1970, blev han tvåa i schack-VM efter Anatolij Karpov.